# Alice Schlesinger
Alice Schlesinger (hebräisch אליס שלזינגר; * 26. Mai 1988 in Herzlia, Israel) ist eine israelisch-britische Judoka und Sambokämpferin. Sie trägt den 1. Dan.
Sie wurde in Israel geboren und trat bis 2014 für dieses Land an. Nach einem Streit mit dem nationalen Verband wechselte sie in das Vereinigte Königreich. Dessen Staatsbürgerschaft besitzt sie aufgrund ihrer in England geborenen Mutter.
Bei den Judo-Weltmeisterschaften gewann sie eine Bronzemedaille (2009), bei den Judo-Europameisterschaften dreimal Bronze (2008, 2009, 2012), bei den Sambo-Weltmeisterschaften zweimal Gold (2013, 2014) und bei den Kurash-Weltmeisterschaften (2013) ebenfalls Gold.

## Leben
Schlesinger wurde in Herzlia, Israel, geboren und wuchs dort auf. Ihr Bruder machte sie mit dem Sport bekannt. Sie wird von ihrem israelischen Freund Pavel Musin trainiert.

## Judokarriere

### Für Israel
Schlesinger gewann zwei nationale Meisterschaften in Israel. Sie gewann die Kontinentalmeisterschaften der U17, U20 und U23.
Im Juli 2004 gewann sie die U17 Judo-Europameisterschaft unter 57 kg in Rotterdam, Niederlande. Im Oktober 2004 gewann sie die Bronzemedaille (unter 57 kg) bei den U20 Judo-Weltmeisterschaften im ungarischen Budapest.
Im Juli 2005 gewann sie bei Maccabiah Games 2005 die Goldmedaille und besiegte dabei die Weltmeisterin Daniela Krukower. Im Oktober 2005 gewann sie die Bronzemedaille bei den U20-Judo-Europameisterschaften unter 63 kg in Zagreb, Kroatien.
Im September 2006 gewann sie die Silbermedaille bei den U20 Judo-Europameisterschaften unter 53 kg in Tallinn, Estland. Trotz der Medaille meinte sie, dass es nur ein mittelmäßiges Turnier war, da sie im Finale einige Fehler gemacht hat.
Im Oktober 2007 gewann sie die U20 Judo-Europameisterschaften unter 63 kg in Prag, Tschechische Republik.
Mit 20 Jahren trat sie für Israel bei den Olympischen Sommerspielen 2008 in Peking an und belegte im Halbmittelgewicht unter 63 kg den 13. Platz.
Im April 2008 und April 2009 gewann sie die Bronzemedaille bei den Judo-Europameisterschaften 2008 und 2009, jeweils unter 63 kg, in Lissabon, Portugal, und Tiflis, Georgien.
Im August 2009 gewann sie eine Bronzemedaille bei den Judo-Weltmeisterschaften 2009 unter 63 kg in Rotterdam. Im November 2009 gewann sie die U23 Judo-Europameisterschaft unter 63 kg in Antalya, Türkei. Das Nationale Olympische Komitee von Israel wählte sie zu Co-Athletin des Jahres 2009.
Im August 2011 erreichte sie Rang 6 bei den Judo-Weltmeisterschaften 2011 in der Klasse unter 63 kg. Im September 2011 gewann sie die Silbermedaille beim Grand Prix in Düsseldorf, Deutschland in der Klasse unter 63 kg. Sie verlor nur das Finale durch Juryentscheid gegen Yoshie Ueno aus Japan, die in den beiden Jahren zuvor Weltmeisterin war.
Im Juli 2012 erreichte Schlesinger das Viertelfinale bei den Olympischen Sommerspielen 2012. Dort verlor sie gegen Urška Žolnir aus Slowenien.
Nach den Olympischen Spielen in London gerieten Schlesinger und die Israel Judo Association (IJA) in einen Konflikt. Schlesinger behauptete, der IJA habe angeordnet, dass sie in eine höhere Gewichtsklasse aufsteigen sollte, um in der Gewichtsklasse unter 63 kg Platz für Yarden Gerbi zu machen. Zusätzlich wurde das Gehalt ihres Trainers gekürzt. Der IJA bestritt, Schlesinger zum Gewichtsklassenwechsel aufgefordert zu haben, und begründete die Gehaltskürzung mit einer Änderung des Trainingssystems. Infolge des Konfliktes entschied sich Schlesinger, für Großbritannien anzutreten.

### Für Großbritannien
Im Dezember 2014 bestätigte die International Judo Federation, dass die vormalige israelische Olympiateilnehmerin Alice Schlesinger nun für Großbritannien antreten wird.
Bei den European Judo Open in Sofia, Bulgarien, gewann sie die Silbermedaille, beim Grand Prix 2015 in Düsseldorf die Goldmedaille und bei den European Womens Judo Open in Prag die Silbermedaille.
Bei den Olympischen Sommerspielen 2016 schlug sie Bak Ji-yun in der ersten Runde. Danach schied sie in der zweiten Runde gegen Anicka van Emden aus.
Bei den Judo-Europameisterschaften 2017 in Warschau gewann sie die Bronzemedaille.
Bei den Europaspielen 2019 in Minsk, Belarus, gewann sie eine Silbermedaille.